# Les Guichets du Louvre
Pour plus de détails, voir Fiche technique et Distribution.
Les Guichets du Louvre est un film français réalisé par Michel Mitrani, sorti en 1974, dont le scénario s'inspire du roman de Roger Boussinot. Il se déroule pendant la rafle du Vélodrome d'Hiver, au cours de laquelle furent arrêtés plus du quart des Juifs de nationalité française assassinés à Auschwitz.

## Synopsis
Le 16 juillet 1942, à Paris, un jeune étudiant, averti de l'imminente rafle, se rend dans le quartier Saint-Paul du Marais pour tenter de sauver quelques personnes. Il rencontre une jeune fille juive et tente de la sauver en traversant la Seine pour se réfugier vers la rive gauche.
Le titre fait référence aux guichets du Louvre qui constituaient la limite de la zone de la rafle.

## Fiche technique
- Réalisation : Michel Mitrani, assisté de Claude Othnin-Girard et Laurent Heynemann
- Scénario : Albert Cossery, d'après le roman de Roger Boussinot -  (ISBN 2-910030-55-5)
- Directeur de la photographie : Jean Tournier
- Musique : Mort Shuman
- Montage : Ziva Postec
- Création des décors : Maurice Sergent
- Création des costumes : Annick François
- Sociétés de production :  Les Films du Parnasse, Saga, Les Films du Limon
- Genre : drame
- Durée : 95 minutes
- Date de sortie :
  - France : 28 août 1974

## Distribution
- Christian Rist : Paul
- Christine Pascal : Jeanne
- Judith Magre : Mme Ash
- Henri Garcin : Ernst Jünger
- Michel Robin : le cousin
- Michel Auclair : M. Edmond
- Alice Sapritch : la vieille dame
- Albert Michel : le plombier
- Françoise Bertin : une voisine
- André Thorent : un gestapiste
- Évelyne Istria
- Fanny Robiane
- Jacques Debary : le curé
- Jacques Rispal : un gestapiste
- Alexandre Rignault : un pillard
- François Cadet : un voyou